# Белогорлая нектарница-пауколовка
Белогорлая нектарница-пауколовка (лат. Arachnothera longirostra, от др.-греч. ἀραχνο- +θέρος «собирающий урожай пауков» и лат. longirostra «длинноклювая») — птица из семейства Нектарницевые.

## Описание
Белогорлая нектарница-пауколовка достигает длины 14 см. Верхняя сторона одноцветно оливково-зелёная, нижняя сторона жёлтого цвета. Горло и грудь белые с сероватым оттенком. Длинный, согнутый клюв сверху чёрный, а снизу серый. Ноги черноватые, радужины коричневые. Полёт птиц беспокойный, шумный и прямой. Они издают блеющие звуки в воздухе и повторяющееся «шэт» во время поиска корма.

## Распространение
Белогорлая нектарница-пауколовка распространена в Бангладеш, Бутане, Брунее, Камбодже, Китае, Индии, Индонезии, Лаосе, Малайзии, Мьянме, Непале, Таиланде, Вьетнаме и на Филиппинах. Жизненное пространство — это субтропические и тропические мангровые леса, влажные равнинные и горные леса на высоте до 1 700 м над уровнем моря. Также встречаются в садах, особенно их привлекают цветы, дающие нектар.

## Питание
Питается нектаром, пауками, саранчой и другими насекомыми.

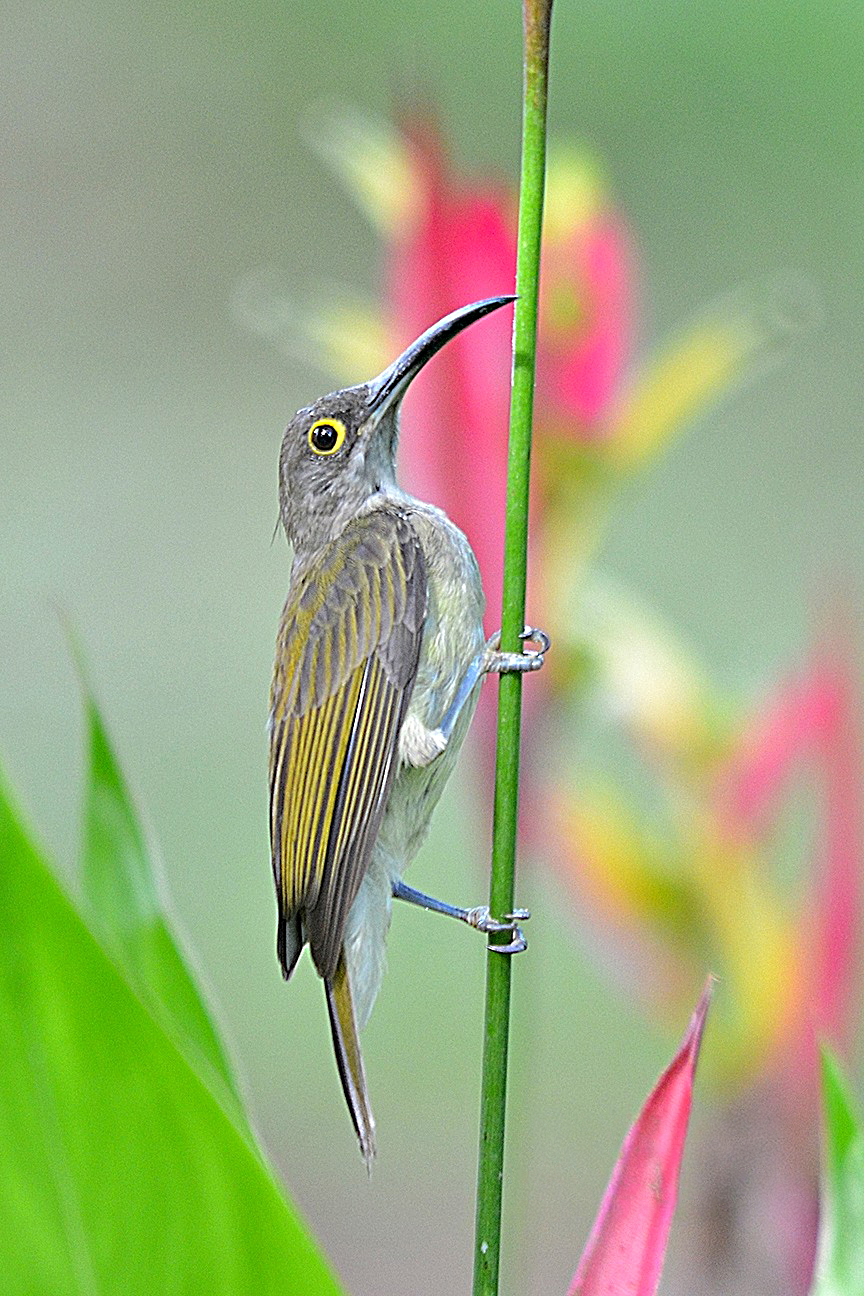

## Размножение
Период гнездования на северо-востоке Индии длится с марта по сентябрь, на юге Индии — с декабря по август, но в основном с мая по август. Оба партнёра строят гнездо из омертвевших листьев, которое крепится на нижней стороне большого листа с помощью примерно 150 «заклёпок» из паутины и растительного волокна — уникального метода использования паучьего шёлка в строениях птицами. Гнездо имеет форму мешка с боковым входом. В кладке от 2 до 3 розово-белых яиц с красными крапинами. Оба родителя заботятся о выводке.